# Hauptstraße C10
Die Hauptstraße C10 (englisch Main Road C10), im westlichen Verlauf bis zur Kreuzung mit der Nationalstraße B1 auch M97 ist eine Hauptstraße in Namibia. Sie erstreckt sich von der Grenze zu Südafrika bis zur Ortschaft Karasburg und weiter nach Westen bis ǀAi-ǀAis im ǀAi-ǀAis Richtersveld Transfrontier Park.